# Thomas Dieterich

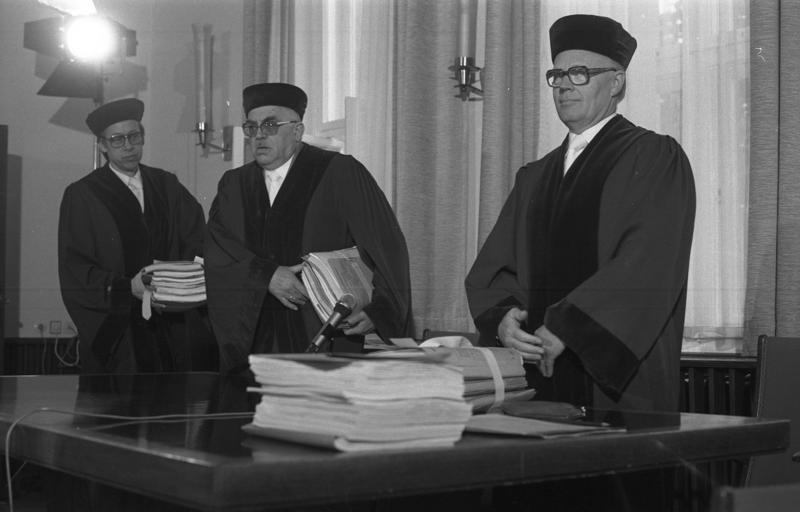
Thomas Dieterich (links) mit zwei Richterkollegen am Bundesarbeitsgericht, 1980

Thomas Dieterich (* 19. Juni 1934 in Hirschberg, Schlesien; † 6. Mai 2016 in Kassel) war ein deutscher Jurist, Richter des Bundesverfassungsgerichts und Präsident des Bundesarbeitsgerichts.

## Leben
Nach Beendigung seiner juristischen Ausbildung und einer von Wolfgang Siebert betreuten Promotion zum Dr. jur. nahm Dieterich 1963 seine richterliche Tätigkeit als Richter und Direktor des Arbeitsgerichts Mannheim und Heidelberg und später als Vorsitzender Richter am Landesarbeitsgericht des Landes Baden-Württemberg auf.
Im Jahr 1972 folgte die Ernennung Dieterichs zum Richter am Bundesarbeitsgericht (BAG), 1980 wurde er zum Vorsitzenden Richter am BAG ernannt und 1987 zum Richter des Bundesverfassungsgerichts gewählt, dessen erstem Senat er bis zu seiner Ernennung zum Präsidenten des Bundesarbeitsgerichts 1994 angehörte. Als Präsident stand er dem ersten Senat des Bundesarbeitsgerichts bis zu seinem Eintritt in den Ruhestand 1999 vor. Vorgänger auf seiner Planstelle am Bundesverfassungsgericht war Helmut Simon; seine Nachfolgerin war Renate Jaeger. Dieterich wirkte maßgeblich an Urteilen des Bundesverfassungsgerichts zum Wettbewerbsverbot für Handelsvertreter, zur Wahl des Ehenamens der Ehefrau, zur richterlichen Kontrolle von Prüfungsentscheidungen und zum Schutz unerfahrener Personen bei Bürgschaften mit.
Er wurde Honorarprofessor der Gesamthochschule Kassel (1982) und der Georg-August-Universität Göttingen (1986).
Dieterich lebte in Kassel-Wilhelmshöhe, hat aus erster Ehe zwei Töchter und war in zweiter Ehe  mit der Rechtswissenschaftlerin und ehemaligen Politikerin Heide Maria Pfarr verheiratet.